# Ридултови
Ридулто̀ви (на полски: Rydułtowy; на силезки: Rydůłtowy; на немски: Rydultau) е град в Южна Полша, Силезко войводство, Воджиславски окръг. Административно е обособен в самостоятелна градска община с площ 14,95 км2.

## Население
Според данни от полската Централна статистическа служба, към 1 януари 2014 г. населението на града възлиза на 21 847 души. Гъстотата е 1 461 души/км2.